# Johann Hulsman

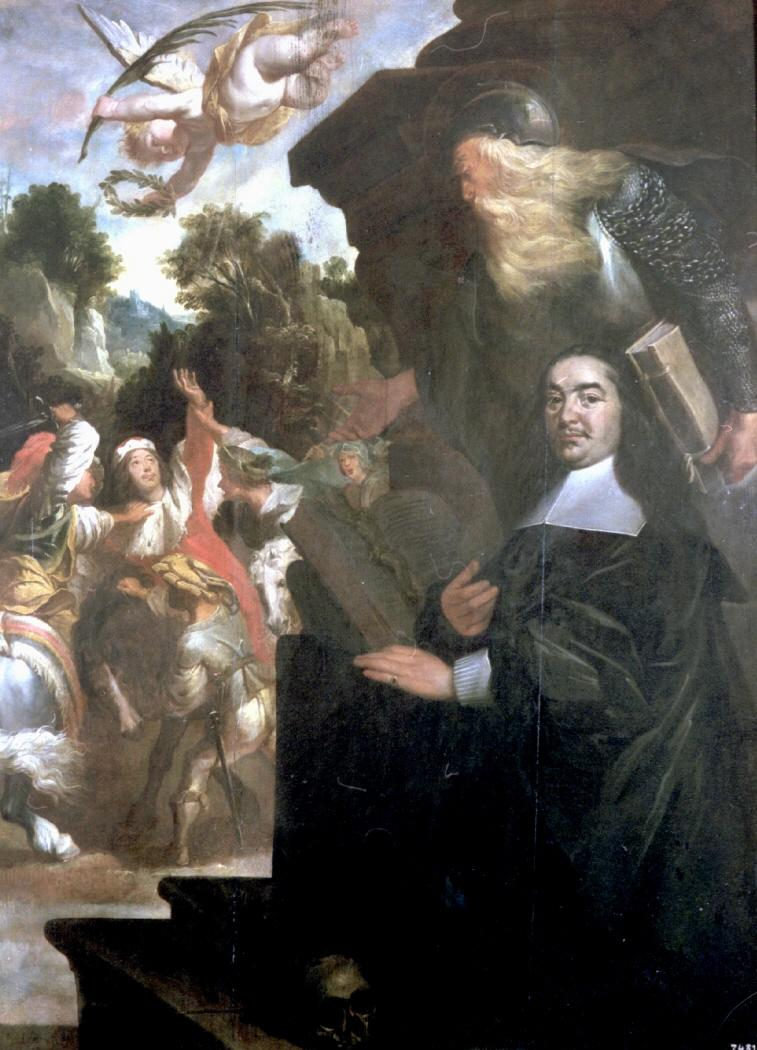
Willem Lovius con San Guglielmo e il martiro di San Engelberto

Johann Hulsman, o Hülsmann (Colonia, 1610 circa – tra il 1646 e il 1652), è stato un pittore, illustratore e grafico tedesco.

## Biografia
Completata la sua istruzione ad Anversa e altrove nei Paesi Bassi, fu attivo principalmente nella sua città natale dal 1632 al 1646, rappresentando soprattutto soggetti di genere, storici e religiosi e acquisendo una buona reputazione.
A partire dal 1620 furono commissionate, per varie chiese di Colonia, nuove pale d'altare dedicate a Maria. Hulsman ebbe così modo di realizzarne alcune: una piccola assunzione della Vergine per Sant'Agata, la chiesa delle Benedettine, una per St Aposteln, in cui il benefattore, Johann Adolf Wolff von Metternich, era ritratto inginocchiato in preghiera assieme alla famiglia (1643) e un'altra pala con la Vergine e il Bambino in trono circondati dai santi, eseguita per la chiesa parrocchiale di San Cristoforo (1646). Collaborò, inoltre, con Johann Toussyn alla realizzazione di un'altra pala d'altare, sempre a Colonia, dipingendo le figure (Basilica di San Gereone; 1635 circa).
Le sue opere presentano reminiscenze di Frans e Dirck Hals e Jürgen Ovens, mentre le pale d'altare sono confrontabili con quelle del Rubens e del Lanfranco.
Si formò alla sua scuola Johann Franz Ermels.